# Фулбек (амерички фудбал)
Фулбек (енгл. Fullback), скраћено FB, позиција је у америчком фудбалу. Део је нападачке формације иза офанзивне линије. Фулбек је ранинбек који је позициониран тачно иза квотербека. Има различита задужења, од трчања и хватања пасова до блокирања. Фулбекови су најчешће физички крупнији од халфбекова.